# 이기용 (1945년)
이기용(李起勇, 1945년 5월 3일 ~ )은 대한민국의 교육인, 정치인이다. 13·14·15대 충청북도교육감이다.

## 학력
- 1957년 한천국민학교 졸업
- 1957년 ~ 1960년 : 청주중학교 졸업
- 1960년 ~ 1963년: 청주고등학교 졸업
- 1963년 ~ 1967년 : 중앙대학교 행정학과 졸업
- ~ 1979년 : 경희대학교 교육대학원 교육학 석사 졸업
- ~ 2010년 : 충북대학교 교육학 명예박사

## 경력
- 1988년 ~ 1999년 : 한국교원대학교 교육연구사
- 1999년 ~ 1999년 : 영동교육청 장학사
- 충청북도 괴산교육청 교육장
- 2005년 8월 ~ 2007년 12월 : 제13대 충청북도교육감
- 2007년 12월 ~ 2010년 6월 : 제14대 충청북도교육감
- 2009년 11월 : 전국 시도교육감협의회 부회장
- 2010년 7월 ~ 2014년 3월 : 제15대 충청북도교육감
- 새누리당
- 4·15총선 미래통합당 충북 청주상당 윤갑근 후보 선거대책위원회 고문
- 2022년 1월 ~ 2022년 3월: 국민의힘 충북을 살리는 선거대책위원회 고문단 상임고문
- 2025년 5월~2025년 6월 제21대 대통령 선거 국민의힘 김문수 대통령 후보 충북 선거대책위원회 명예선대위원장

## 수상
- 1995 국무총리 표창
- 2005 옥조근정훈장

## 역대 선거 결과
| 선거명           | 직책명         | 대수            | 성향   | 득표율 | 득표수    | 결과 | 당락             |
| ---------------- | -------------- | --------------- | ------ | ------ | --------- | ---- | ---------------- |
| 12·19 재보궐선거 | 충청북도교육감 | 14대 (민선 4기) | 무소속 | 60.3%  | 410,760표 | 1위  | 충북 교육감 당선 |
| 제5회 지방 선거  | 충청북도교육감 | 15대 (민선 5기) | 무소속 | 46.28% | 310,358표 | 1위  | 충북 교육감 당선 |